# Belvís de Monroy
Belvís de Monroy es un municipio español, en la provincia de Cáceres, comunidad autónoma de Extremadura. Pertenece al partido judicial de Navalmoral de la Mata y a la mancomunidad del Campo Arañuelo. Cuenta con una población de 743 habitantes (INE 2024).
Tiene varios núcleos de población: Belvís de Monroy, la pedanía de Casas de Belvís y las urbanizaciones de Las Narotas y Los Pinos. El municipio es conocido por albergar el castillo de Belvís de Monroy y el convento del que partieron los Doce Apóstoles de México.

## Símbolos
El escudo de Belvís fue aprobado mediante la "Orden de 2 de noviembre de 1984, por la que se aprueba el Escudo Heráldico Municipal del Ayuntamiento de Belvís de Monroy", publicada en el Diario Oficial de Extremadura el 15 de noviembre de 1984 luego de haber sido aprobado el escudo por el ayuntamiento el 29 de julio de 1982 y haber emitido informes favorables la Real Academia de la Historia el 14 de septiembre de 1984 y la Diputación Provincial de Cáceres. El escudo se define así: 

Cortado 1.°, de sinople, un castillo de oro, almenado, mazonado de sable y aclarado de azur; 2.°, jaquelado de quince piezas, ocho de oros y siete de veros, y su bordura componada de catorce compones, siete con gules, con un castillo de oro y siete de plata, con un león de púrpura. Al timbre, corona real cerrada.

## Geografía
Se encuentra al sur de la comarca cacereña del Campo Arañuelo, cerca del río Tajo, cuyas aguas se recogen en el embalse de Valdecañas, al sur del municipio, dando paso a la comarca de Los Ibores. Al suroeste, la Sierra de Almaraz marca el límite de su término municipal, que alcanza una altura de 560 metros. El pueblo se alza a 382 metros sobre el nivel del mar y dista 106 kilómetros de la capital provincial. 
| Noroeste: Saucedilla | Norte: Saucedilla       | Noreste: Millanes      |
| Oeste: Almaraz       |                         | Este: Valdehúncar      |
| Suroeste: Almaraz    | Sur: Valdecañas de Tajo | Sureste: Mesas de Ibor |

## Historia

### Edad Media

#### Señorío de los Bote
Los orígenes del municipio están ligados a la antigua tierra de Plasencia que fue creada en la Edad Media como consecuencia de la Reconquista cristiana del noreste de Extremadura. Belvís ("bella vista") era originalmente una dehesa situada en la parte más oriental de la tierra de Plasencia, que destacaba por poseer un importante otero. Como consecuencia de las dificultades para mantener la seguridad en un territorio recientemente reconquistado y poco poblado, los reyes castellanos del siglo XIII se vieron obligados a entregar tierras placentinas a nobles de su confianza. En ese contexto Sancho IV de Castilla otorgó en 1290 a Hernán Pérez de Plasencia el territorio de Belvís con privilegio para poblarlo con treinta vasallos y alzar «casa fuerte» para defenderse de los golfines. El privilegio fue dado en Toledo el día 10 de enero de 1290.
Hernán Pérez tomó el apellido "del Bote" de una dehesa belvisa y la familia placentina Bote gobernó Belvís a lo largo del siglo XIV. En 1323, Alfonso XI concedió a los Bote privilegio para que Belvís fuese villa, créandose en 1329 un mayorazgo que abarcaba Belvís, Fresnedoso, Mesas de Ibor y La Peraleda. Su hijo Enrique II confirmó los mayorazgos en 1369. El nieto de Hernán Pérez del Bote falleció sin descendencia legítima, lo que hizo que en 1394 pasase Belvís por testamento al señor de Almaraz y Deleitosa, Diego Gómez de Almaraz, terminando así el siglo de dominio de los Bote sobre la villa que fundaron.

#### Señorío de los Almaraz

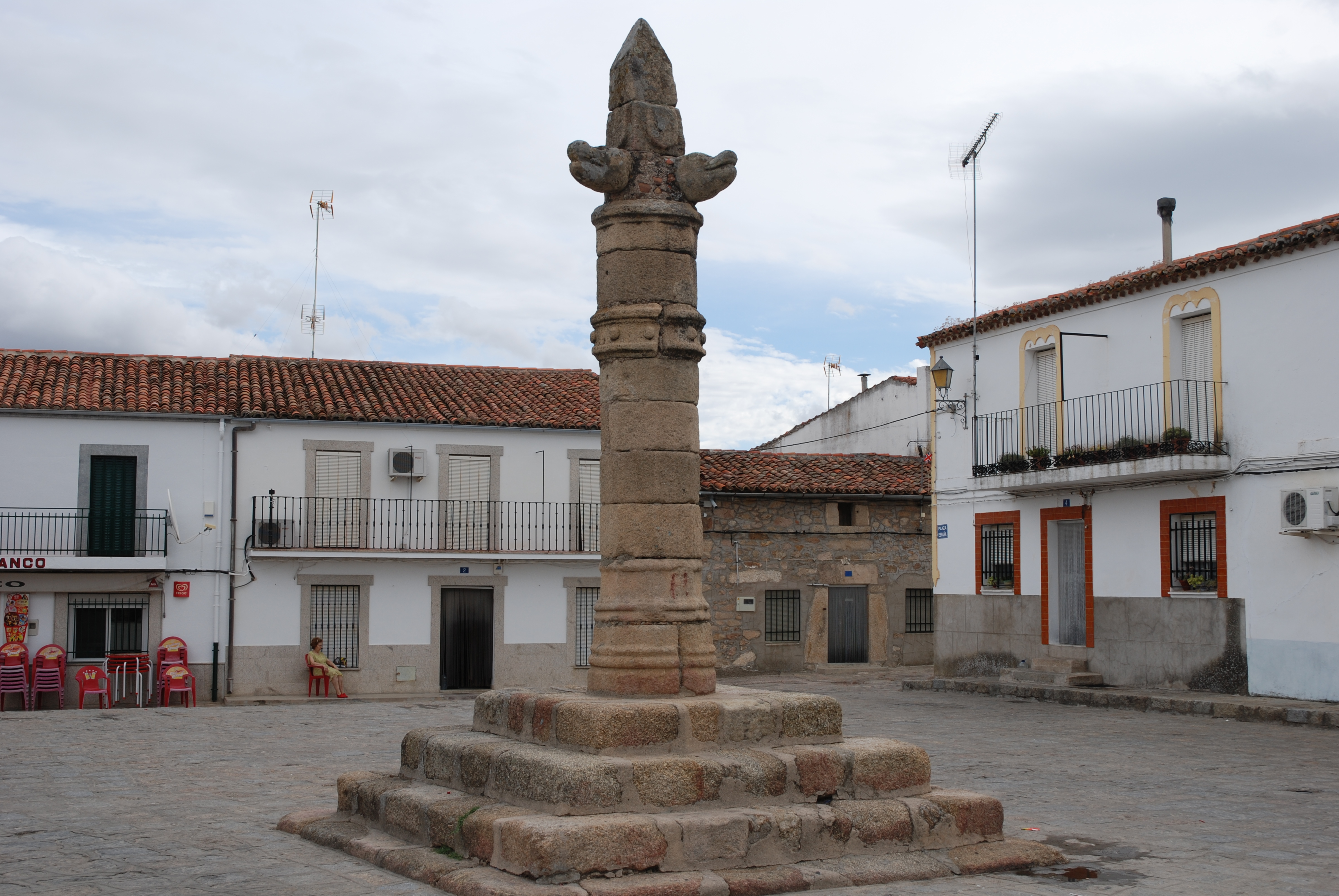
Rollo jurisdiccional de Belvís de Monroy.

Los de Almaraz eran, junto con los del Bote y los de Monroy, una de las tres familias placentinas más influyentes de su época. Los Almaraz y Monroy mantenían una fuerte enemistad que se agravó cuando ambos militaron en bandos opuestos de la primera guerra civil castellana (1351-1369) entre el rey Pedro I y su medio hermano Enrique de Trastámara, llegando a producirse homicidios en la disputa. Para poner paz entre las familias Almaraz y Monroy, se pactó el matrimonio entre Isabel de Almaraz, hija de Diego Gómez de Almaraz, y Hernán de Monroy y Rodríguez de las Varillas, de manera que en el siglo XV Belvís se convirtió en cabeza de un mayorazgo donde se incluían tanto Belvís y su campana (cuatro lugares que se desarrollaron en el siglo XV: Casas de Belvís, Los Campillos, Valdehúncar, Valdecañas) como Peraleda, Fresnedoso, Almaraz, Deleitosa, Monroy y diversas tierras del Campo Arañuelo y valle del Árrago.
El estatus de Belvís como una de las localidades más destacadas de Extremadura a principios del siglo XV duró poco como consecuencia de una cadena de infortunios. El primogénito del matrimonio Monroy-Almaraz, Diego, murió en 1435 en Cádiz en combate contra los moros, y hubo de pasar el señorío a su hermano Álvaro, quien al formar parte del clero no tenía descendencia. Aunque Álvaro pretendió repartir las tierras pacíficamente entre sus hermanos Alonso y Rodrigo, los beneficiarios y sus descendientes acabaron manteniendo disputas a lo largo del siglo XV que afectaron gravemente a buena parte de Extremadura.

### Edad Moderna

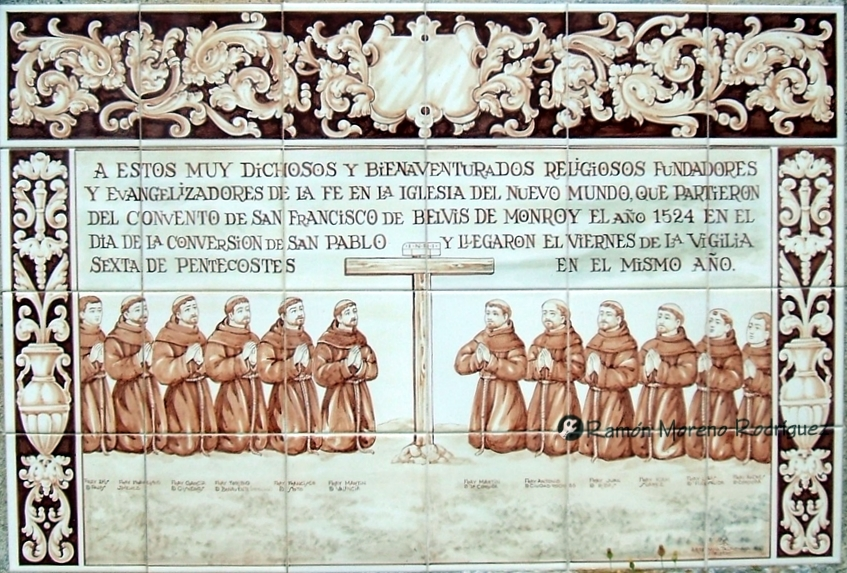
Azulejo de los Doce Apóstoles de México ubicado a las afueras del convento de San Francisco del Berrocal.

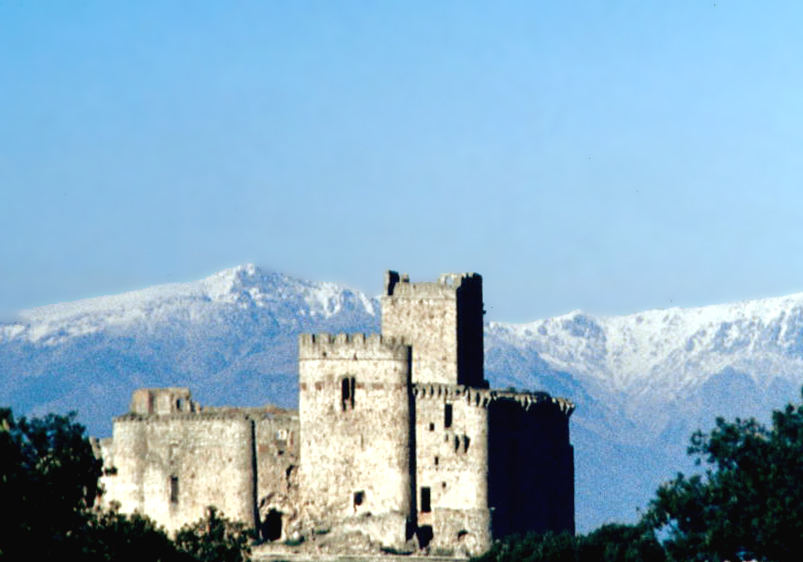
Castillo con la sierra de Gredos de fondo en la década de 1980

La consolidación en el poder de los Reyes Católicos puso fin a buena parte de las disputas nobiliarias extremeñas del siglo XV, pero no pudo desarrollarse una correcta repoblación en este tiempo de paz debido al descubrimiento de América. Miles de extremeños emigraron hacia tierras americanas, entre ellos varios belvisos. En la conquista americana destacó el convento de San Francisco del Berrocal, un convento que en 1509 había fundado en esta villa Francisco de Monroy y que estaba habitado por franciscanos descalzos: en 1523 partieron de aquí los doce apóstoles de México, la primera expedición evangelizadora del nuevo continente.
En 1535, la heredera del señorío belviso Beatriz de Monroy contrajo matrimonio con Fernando Álvarez de Toledo y Figueroa, de la Casa de Oropesa, por influencia de fray Pedro de Alcántara, quien estaba vinculado a ambas casas señoriales. Esto supuso el declive de la villa de Belvís, que pasó a ser gobernada desde Oropesa; no obstante, Beatriz de Monroy construyó en el siglo XVI el palacete junto al castillo belviso para usarlo como segunda residencia y dejó en Belvís varias obras piadosas, un hospital, un convento y un hospicio.
Tras el fallecimiento de Juan Álvarez de Toledo y Monroy en Jarandilla en 1619, los siguientes nobles locales se fueron a vivir a Madrid y pasaron a administrar estas tierras como si se tratase de una mera finca de campo. A partir del siglo XVIII comenzó a deteriorarse el castillo, que había quedado en manos de un alcaide, y el lugar de Los Campillos quedó despoblado. Entre 1707 y 1725 no hubo señor jurisdiccional reconocido en estas tierras por haber apoyado los Oropesa al bando perdedor de la Guerra de Sucesión Española.
En 1768 pasó el señorío al ducado de Alba. Su territorio, que incluía Mesas de Ibor, Valdehúncar y Valdecañas, seguía gobernado por administradores ante la lejanía de los nobles. La presencia de varios conventos hacía que en 1790 el 8% de la población local perteneciese al clero.

### Edad Contemporánea
El fallecimiento sin descendencia de María Teresa de Silva Álvarez de Toledo en 1802 hizo pasar el señorío de Belvís a Diego Fernández de Velasco, quien perdió sus derechos por unirse a los afrancesados en la Guerra Peninsular, donde las tropas napoleónicas arrasaron Belvís en 1809. Su hijo Bernardino Fernández de Velasco, del bando contrario, fue el último señor de Belvís hasta 1837.
A la caída del Antiguo Régimen la localidad se constituye en municipio constitucional en la región de Extremadura. Desde 1834 quedó integrado en el Partido judicial de Navalmoral de la Mata. En el censo de 1842 contaba con 170 hogares y 931 habitantes.

## Demografía
Belvís de Monroy cuenta con una población de 743 habitantes (INE 2024).
| Gráfica de evolución demográfica de Belvís de Monroy entre 1842 y 2021                                              |
| |
| Población de derecho según los censos de población del INE Población de hecho según los censos de población del INE |

El término municipal de Belvís de Monroy consta de dos núcleos de población reconocidos como tal: Belvís de Monroy y Casas de Belvís, estando la población del municipio distribuida de la siguiente forma:
| Localidad                      | 2002 | 2005 | 2008 | 2011 | 2014 | 2017 | 2020 |
| ------------------------------ | ---- | ---- | ---- | ---- | ---- | ---- | ---- |
| Belvís de Monroy (villa)       | 310  | 310  | 315  | 308  | 304  | 331  | 319  |
| Belvís de Monroy (diseminados) | 23   | 29   | 56   | 53   | 55   | 85   | 132  |
| Casas de Belvís                | 273  | 262  | 306  | 295  | 279  | 328  | 282  |
| Total                          | 606  | 601  | 677  | 656  | 638  | 744  | 733  |

## Ayuntamiento

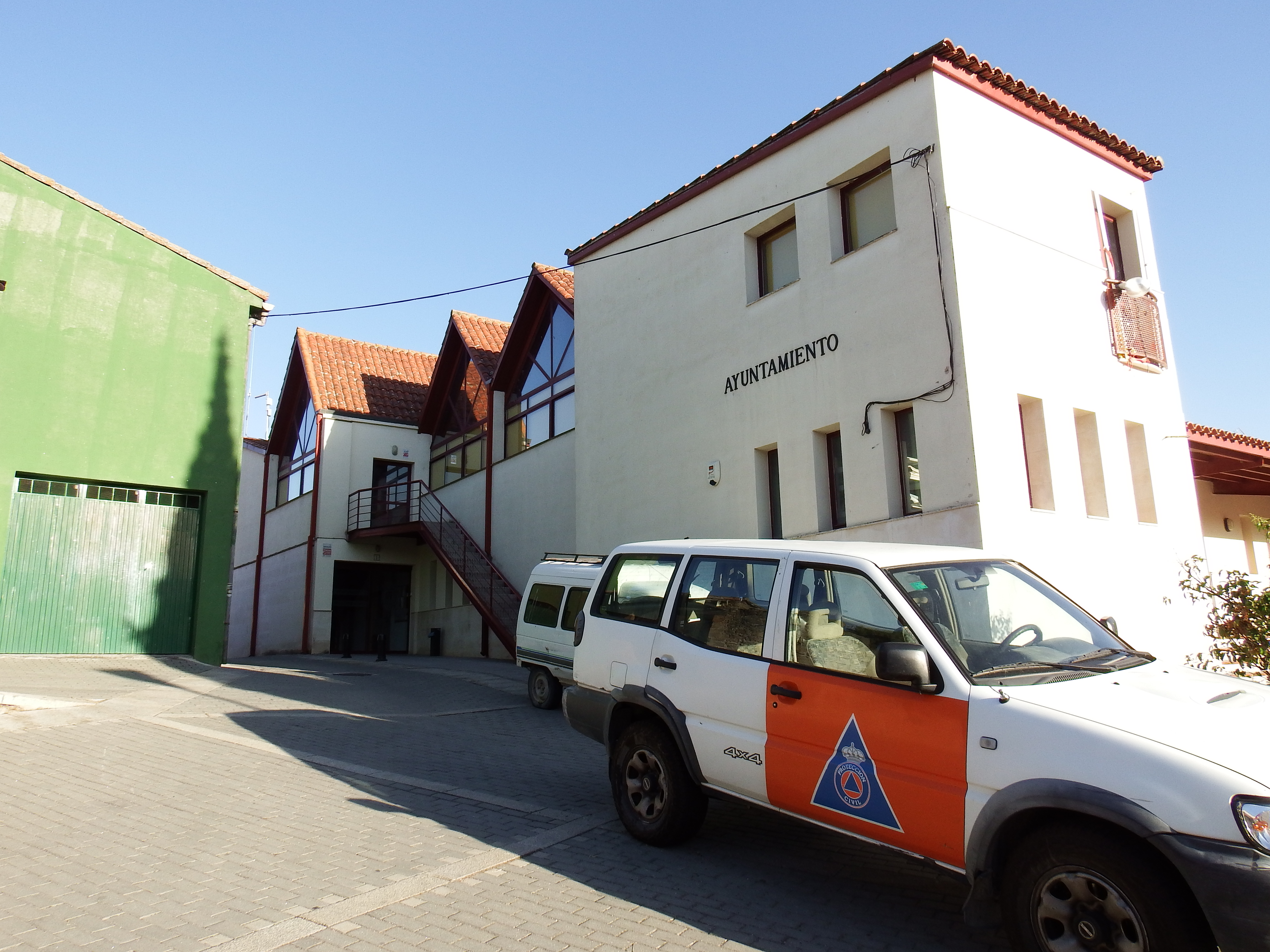
Casa consistorial de Belvís de Monroy

| Partidos políticos en el Ayuntamiento de Belvís de Monroy (2023) |            |
| Partido político                                                 | Concejales |
| Partido Socialista Obrero Español (PSOE)                         | 1          |
| Partido Popular (PP)                                             | 2          |
| Levanta (LV)                                                     | 4          |

## Transportes
La villa de Belvís de Monroy está conectada con Navalmoral de la Mata a través de la carretera provincial CC-80, que se cruza con la carretera nacional N-5 en el hospital Campo Arañuelo y pasa por Millanes y Casas de Belvís. Al sur de la villa pasa la carretera CC-144, que lleva a Valdecañas de Tajo pasando por Valdemoreno. Hay dos formas de acceder desde la villa a la cercana Autovía del Suroeste: por su cruce con la CC-80 entre Millanes y Navalmoral o por una carretera local que sale al oeste de Belvís.

## Servicios públicos

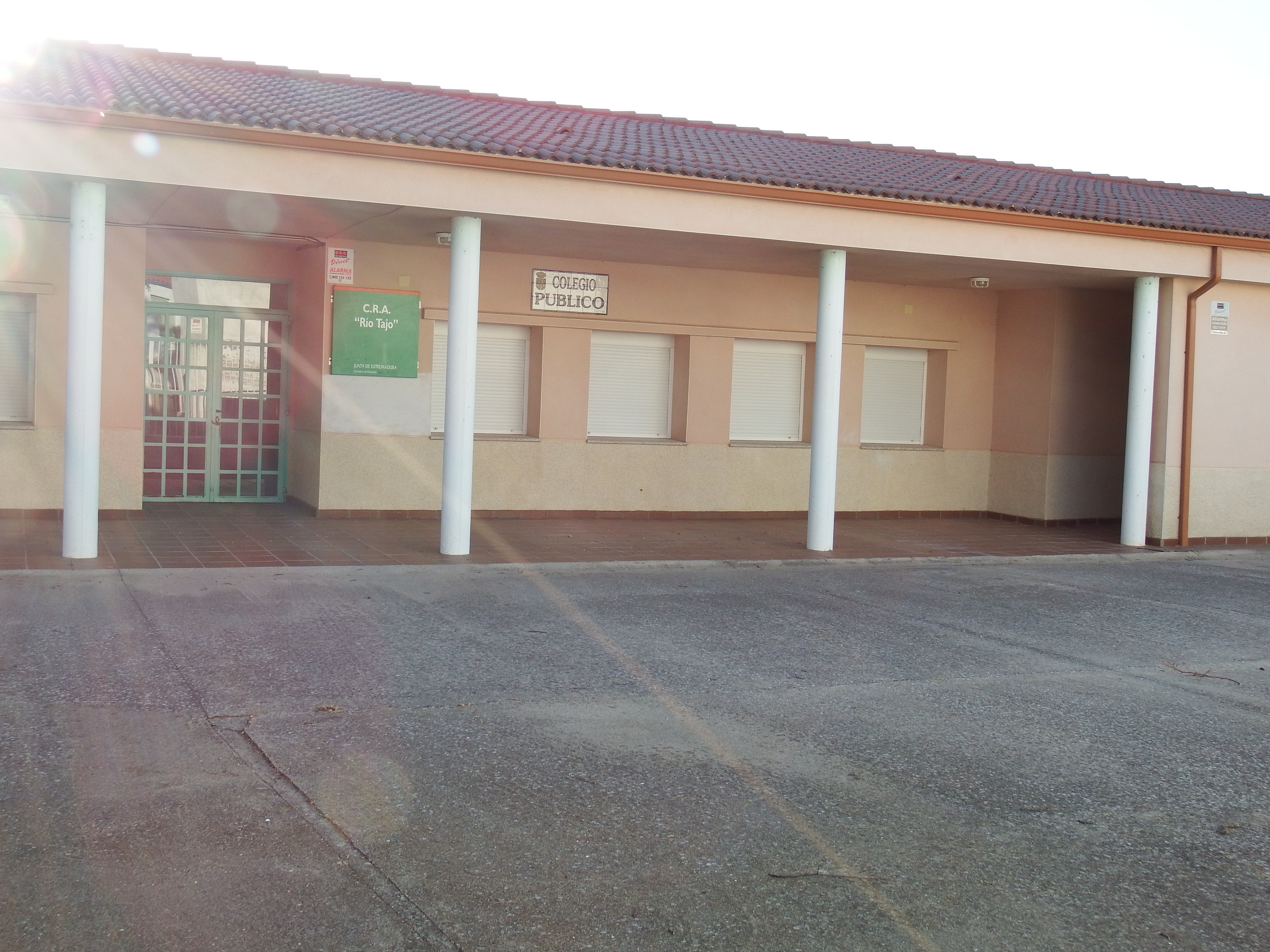
Colegio público de Belvís de Monroy

### Educación
Los dos colegios públicos de infantil y primaria que hay en el municipio (uno en la villa y otro en Casas de Belvís) forman parte del CRA Río Tajo, que comparten con Romangordo, Saucedilla, Serrejón y Toril. La educación secundaria y el bachillerato pueden estudiarse en la cercana localidad de Navalmoral de la Mata.

### Sanidad
El municipio pertenece a al área de salud de Navalmoral de la Mata, villa donde también se ubica la sede de su zona de salud. Hay un consultorio de atención primaria en la villa y otro en Casas de Belvís. En la capital municipal hay además una farmacia, que coordina sus turnos de guardia con las otras farmacias de la zona de salud.

## Patrimonio
Entre sus monumentos cabe destacar:

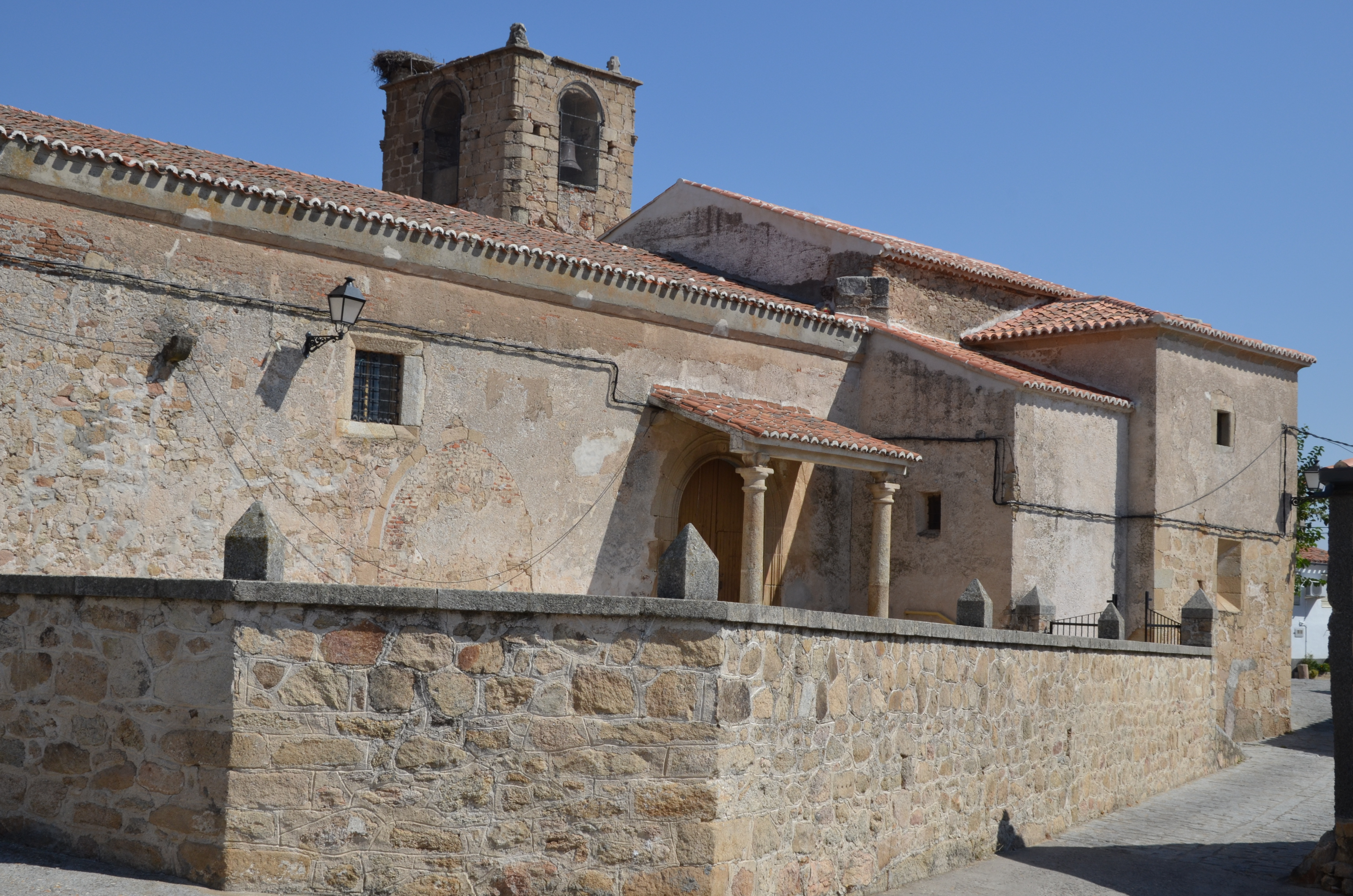
Iglesia de Santiago.

- Castillo de Belvís de Monroy, del siglo XIII;
- El Rollo en mitad de la plaza;
- Convento de San Francisco del Berrocal;
- Ermita de Nuestra Señora del Berrocal;
- Iglesia de Santiago. Iglesia parroquial católica bajo la advocación de Santiago Apóstol, en el arciprestazgo de Navalmoral de la Mata de la diócesis de Plasencia.[17]

## Festividades
En Belvís de Monroy se celebran las siguientes fiestas:
- Nuestra Señora del Berrocal, patrona de Belvís de Monroy y Casas de Belvís, en junio;
- Virgen del Rosario, en Belvís de Monroy, el primer fin de semana de agosto;
- San Bernardo, patrón de Casas de Belvís, 20 de agosto.
- Viernes Santo, representación de la pasión de Cristo, en Belvís de Monroy.